# Wasserturm Prenzlauer Berg
Der Wasserturm Prenzlauer Berg (Adresse Knaackstraße 23) ist der älteste Berliner Wasserturm, fertiggestellt 1877 und in Betrieb bis 1952. Erhalten und seit den 1980er Jahren unter Denkmalschutz gestellt sind der Standrohrturm von 1856 und der eigentliche Wasserturm von 1877.

## Lage und Geschichte
Der Wasserturm steht zwischen Knaackstraße (ehemalige Treskowstraße), Diedenhofer Straße und Belforter Straße im Kollwitzkiez des Berliner Ortsteils Prenzlauer Berg (Bezirk Pankow) auf dem Windmühlenberg.
Zunächst entstand auf dem Berg ein offener runder Vorratsbehälter für das erste Berliner Wasserwerk. Der Behälter hatte ein Fassungsvermögen von 3000 m³ und war mit einem Standrohrturm verbunden. Diese Anlage hatte die Berlin Waterworks Company unter Leitung von Thomas Russell Crampton und Charles Fox ab 1856 betrieben. Er diente zur Wasserbevorratung bzw. Bereitstellung, wenn die Maschinen vor dem Stralauer Tor stillstanden. Der Standrohrturm war ein Sicherheitsventil.
Nach Ablauf des Vertrages der Wasserkompanie mit der Stadt Berlin 1874 kaufte die Stadtverwaltung sämtliche Einrichtungen der Wasserversorgung. Sie ließ hier auf dem Berg zur Erweiterung bald ein Zwischenhebewerk und ein weiteres Maschinenhaus hinzubauen. Erst danach wurde der voluminöse sechsgeschossige Wasserturm errichtet. Er diente nach dem Prinzip der kommunizierenden Röhren zur Trinkwasserversorgung des rasch wachsenden einstigen Arbeiterbezirks. Im Jahr 1907 wurde der Behälter im Wasserturm um sieben Meter angehoben, weil der Wasserdruck in der Belforter Straße tagsüber nicht ausreichend stabil blieb. Das Volumen wurde auf 835 m³ reduziert. Schon 1890 erhielt der Standrohrturm aus hygienischen Gründen eine Überwölbung. Schließlich ließ der Berliner Magistrat im Jahr 1888 ein weiteres Maschinenhaus und einen zweiten Reinwasser-Erdbehälter errichten.
Unterhalb des Wasserbehälters befanden sich sechs Etagen mit nutzbaren Räumlichkeiten, darunter Wohnungen der Maschinenarbeiter des Turms, Büroräume und Werkstätten. Diese Wohnungen sind erhalten und saniert und dienen weiterhin zu Wohnzwecken; sie sind sehr begehrt.
Bereits 1914 wurden die Maschinen, das Standrohr und die Erdbehälter stillgelegt. Um den Turm herum entwickelten die Stadtplaner eine öffentliche Grünanlage.

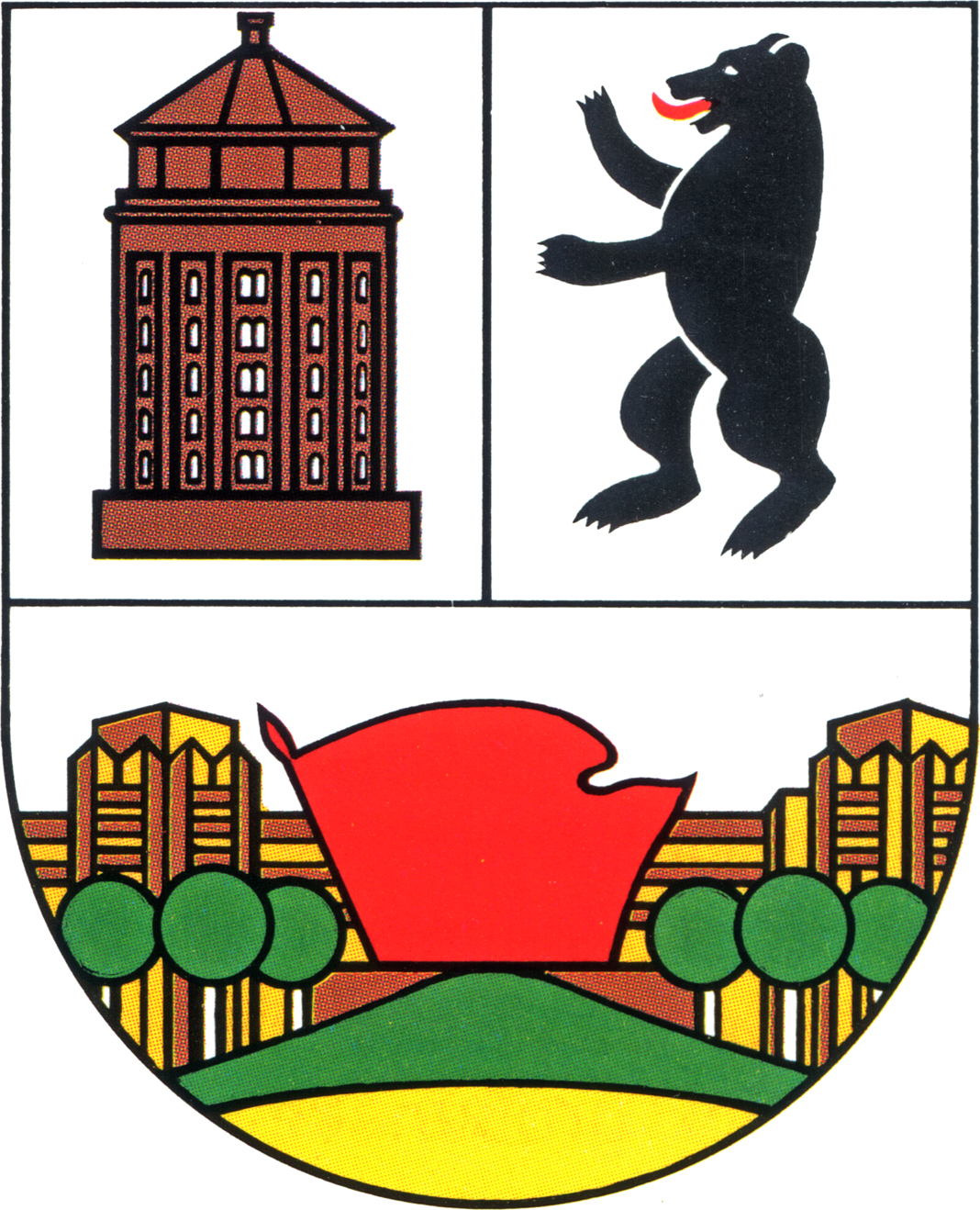
Wappen des Bezirks Prenzlauer Berg von 1949 bis 1992

Der Turm war von 1920 bis 1987 und 1987 bis 1992 ein wesentlicher Bestandteil des (jeweiligen) Bezirkswappens. Das im Bild gezeigte Wappen wurde in der DDR-Zeit geschaffen, es zeigt neben dem Wasserturm auch das symboliosche Thälmann-Denkmal (rote Fahne).

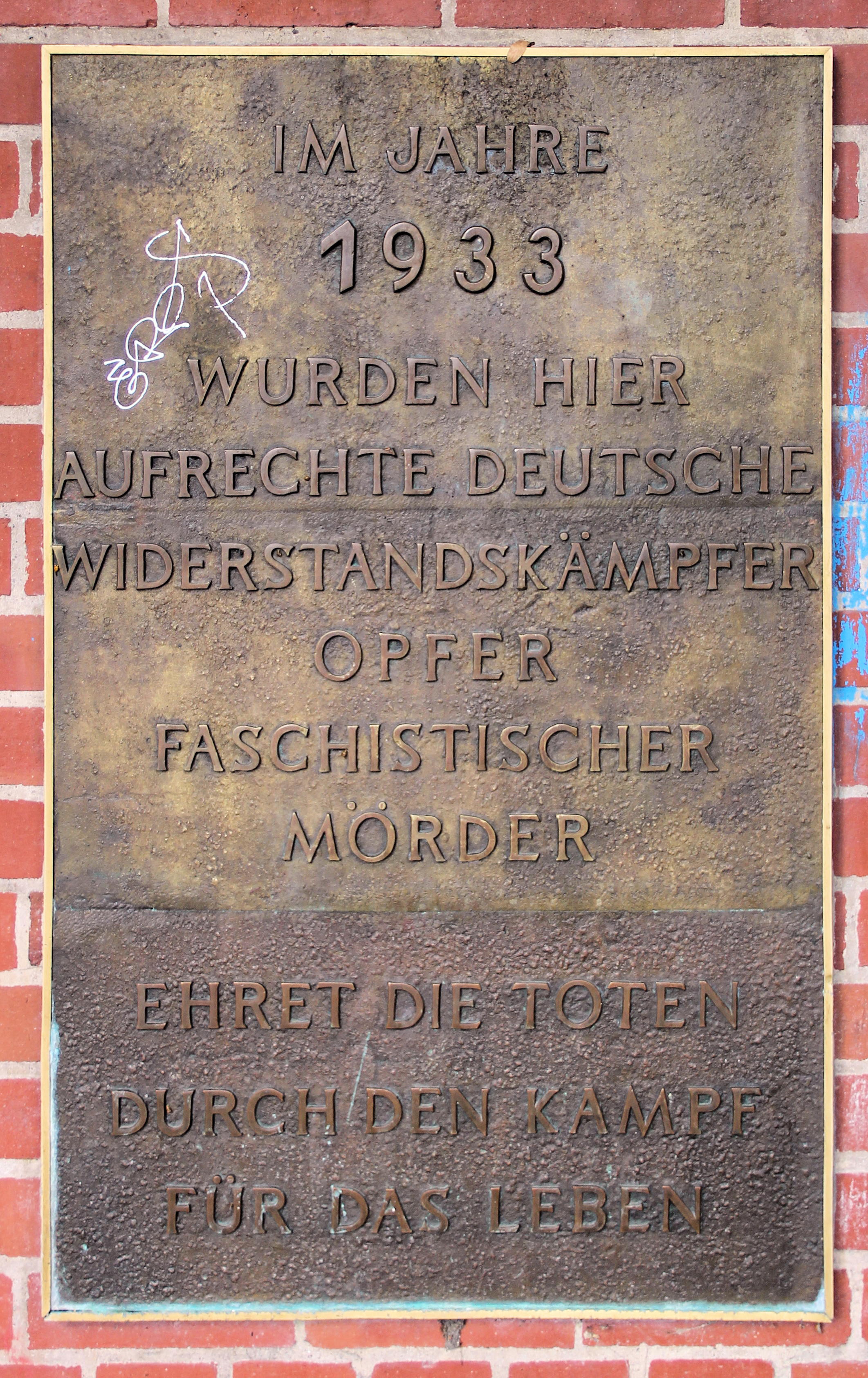
Gedenktafel für die Zeit 1933–1934 als wildes Konzentrationslager

Nach der Machtergreifung der Nationalsozialisten dienten die Kellerräume des zur Wasseranlage gehörenden rund 1000 m² großen Maschinenhauses I der SA im Frühjahr 1933 als wildes Konzentrationslager, in dem Kommunisten, Sozialisten, Juden und andere den neuen Machthabern unliebsame Personen ohne Gerichtsurteil interniert und ermordet wurden. An diese Verbrechen erinnert seit 1981 eine Gedenkwand auf dem Gelände des Wasserturms.
Ab Juni 1933 erfolgte der Umbau des KL zum SA-Heim Wasserturm, das Maschinenhaus I wurde für die SA-Mitglieder zum Speise- und Aufenthaltsraum, das Maschinenhaus II zum Schlafsaal. Im Herbst 1934 wurde das SA-Heim aufgelöst und mit der Umgestaltung des Geländes zu einer öffentlichen Grünanlage begonnen. Im Zuge dieser Maßnahme wurde das Maschinenhaus I im Juni 1935 gesprengt. Die Einweihung der Grünanlage erfolgte am 1. Mai 1937. Am Standort des Maschinenhauses I befindet sich heute ein Spielplatz.
Im Jahr 1952 veranlasste der Magistrat von Berlin eine Bestandsaufnahme aller in den Ostsektoren vorhandenen Wasserversorgungseinrichtungen. Für den Turm im damaligen Bezirk Prenzlauer Berg wurde entschieden, keine Sanierungsarbeiten durchzuführen, sondern den Turm stillzulegen. Die sechs Wohnetagen wurden instand gesetzt und weiterhin genutzt.

## Turmbeschreibungen

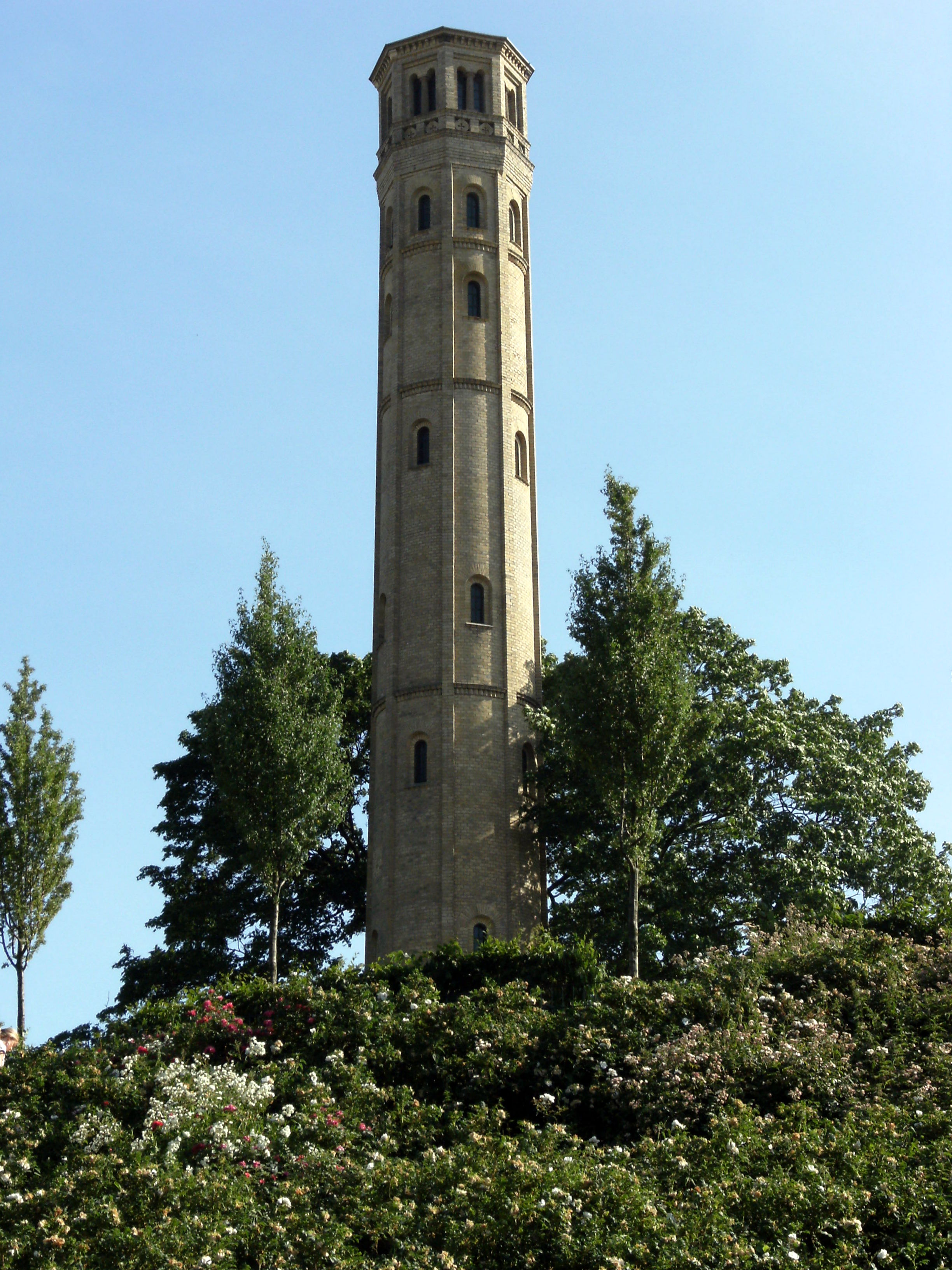
Standrohrturm

Der Standrohrturm ist ein unverputzter Ziegelrundbau als Ummauerung eines Standrohres auf einem hohen quadratischen Sockel, mit kleinen Fenster-Lisenen ausgestattet. Der Schaft wird durch Gesimsbänder in vier Abschnitte geteilt. Der Außendurchmesser dieses schlanken Turmes beträgt 3,5 m.
Der eigentliche Wasserturm ist siebengeschossig, in sechs Etagen sind die anfangs eingerichteten Werkstätten, Büros und Wohnungen erhalten. In der siebenten Etage befand sich der Wasserkessel. Der Turm ist ein mit Klinkern verblendeter Ziegelbau mit einem Außendurchmesser von 24 m. Auf jeder Etage befinden sich in durchlaufenden Stichbogenblenden rundbogige Fenster. Den Turmabschluss schmückt ein breiter Ornament-Fries. Ein flaches Kegeldach schließt den Bau ab.